# Hauser (Bildhauerfamilie)
Die Hauser waren eine oberrheinische Bildhauerfamilie, aus der Künstler von 1611 bis 1842 tätig waren. Ihre Geschichte ist von Hermann Brommer und Manfred Hermann erforscht worden.
Da die Vornamen verwirren, ist im Folgenden auch eine römische Bezifferung nach Brommer angegeben.

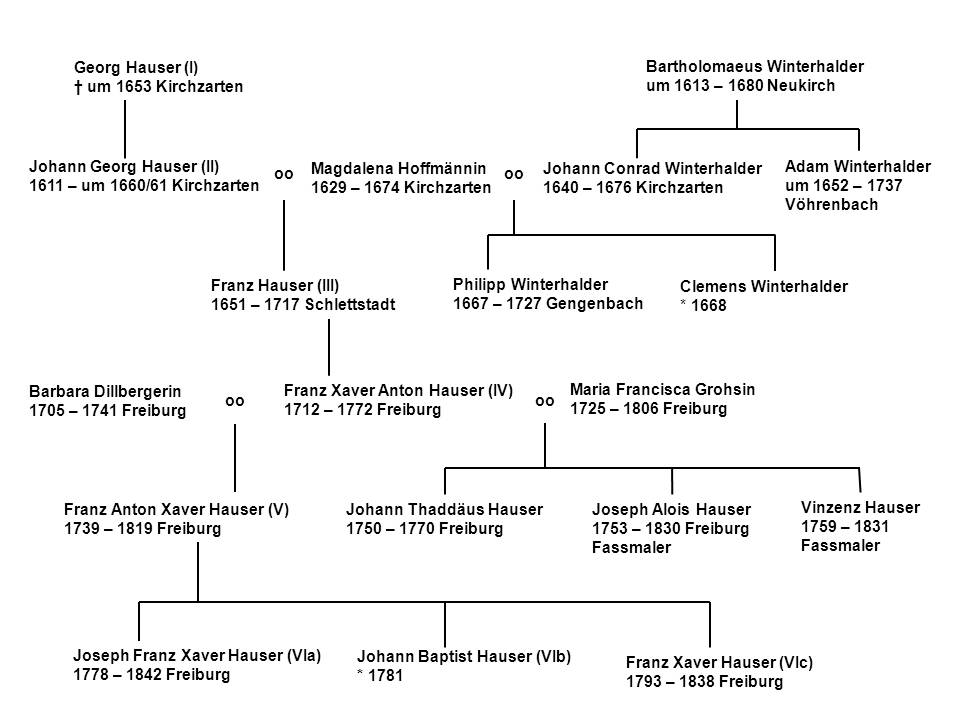
Stammtafel der Bildhauer Hauser und ihre Verbindung zur Bildhauersippe Winterhalder (mit Sterbeorten)

- Georg Hauser (I) († um 1653 in Kirchzarten). Er ist 1611 anlässlich der Taufe eines Kindes in Kirchzarten zuerst bezeugt. Erhalten – nach einem Diebstahl wenigstens als Kopie – ist nur ein Kreuz in der Kapelle St. Oswald im Höllental. Wegen des Dreißigjährigen Krieges dürfte er nur wenig Aufträge erhalten haben.

- Johann Georg Hauser (II) (* 1611, † 1660/61, beides in Kirchzarten), Sohn des Vorgenannten. Er gehörte einer Freiburger Zunft an. Erhalten sind vier von zwölf Reliquienbüsten der Freiburger Zünfte im Augustinermuseum Freiburg. Sie wurden zuerst am Fronleichnamstag 1653 bei der Prozession durch die Straßen von Freiburg getragen. Die Büsten sind ihm allerdings nur zugeschrieben.

- Franz Hauser (1651–1717) (III) (* 1651 in Kirchzarten, † 1717 in Schlettstadt im Elsass), Sohn des Vorgenannten. Er lernte sein Handwerk bei seinem Stiefvater Johann Conrad Winterhalder (1640–1676) in Kirchzarten und arbeitete danach teils in Schlettstadt, teils in Freiburg, wo er in eine Zunft aufgenommen wurde, und Kirchzarten. Erhalten sind vor allem die Figuren des Hochaltars der Pfarrkirche St. Gallus in Kirchzarten. Seine Arbeiten gehören zum Barock.

- Franz Xaver Anton Hauser (1712–1772) (IV), auch „Anton Xaver“ oder nur „Xaver“ genannt (* 1712 in Schlettstadt, † 1772 in Freiburg), Sohn des Vorgenannten. Er gehörte erst einer Straßburger, später einer Freiburger Zunft an. Zu den zahlreich erhaltenen Werken gehören die Seitenaltäre in der St.-Gallus-Kirche in Kirchzarten und Büsten der hl. Barbara und der hl. Ottilie auf dem Hochaltar dort. Er arbeitete im Stil des Rokoko.

- Franz Anton Xaver Hauser (1739–1819) (V), meist „Franz Xaver“ genannt (* 1738, † 1819, beides in Freiburg), Sohn des Vorgenannten. Er gehörte der Freiburger Zunft „Zum Mond“ an und war viele Jahre Zunftmeister. Sein bekanntestes erhaltenes Werk ist die Abendmahlsgruppe in einer Kapelle am nördlichen Seitenschiff des Freiburger Münsters. Seit den 1890er Jahren schloss er sich der Neugotik an. Seine drei Söhne wurden alle Bildhauer.

- Joseph Franz Xaver Hauser (VIa) (* 1778, † 1842, beides in Freiburg), Johann Baptist Hauser (VIb) (* 1781 in Freiburg, 1838 in Wien wohnhaft) und Franz Xaver Hauser (1793–1838) (VIc) (* 1793, † 1838, beides in Freiburg), Söhne des Vorgenannten. Werke der Hauser-Werkstatt aus dem 19. Jahrhundert dürften Gemeinschaftsarbeiten des Vaters und der drei Söhne gewesen sein, so einige Grabsteine auf dem Alten Friedhof in Freiburg. Mit dem zuletzt gestorbenen, Joseph Franz Xaver (VIa), erlosch die Bildhauersippe nach 230-jähriger Blüte.

Franz Xaver Anton Hauser (1712–1772) hatte außer Franz Anton Xaver Hauser (1739–1819) aus einer weiteren Ehe einen Bildhauer-Sohn Johannes Thaddäus (* 1750, † 1770, beides in Freiburg), der nur zwanzig Jahre alt wurde, und zwei Söhne, die Fassmaler wurden und unter anderem Skulpturen ihrer Bildhauer-Verwandten bemalten und vergoldeten. Joseph Alois Hauser (* 1753, † 1830, beides in Freiburg) vergoldete die Wandleuchter im früheren Freiburger Redoutensaal. Vinzenz Hauser (* 1759, † 1831, beides in Freiburg) fasste Werke seines Stiefbruders Franz Anton Xaver Hauser (1739–1819) in der St.-Ottilien-Kapelle und der Lorettokapelle in Freiburg und im Freiburger Münster sowie Schnitzwerke des Joseph Dominik Glänz im Münster. Auch Kinder dieser beiden Fassmaler schlugen den Beruf ihrer Väter ein.